# Christian Mina
Christian Andrés Mina Reyes (Cali, 14 aprile 1997) è un calciatore colombiano, centrocampista del Deportes Quindío.

## Caratteristiche tecniche
È un centrocampista offensivo.

## Carriera

### Nazionale
Con la nazionale Under-20 colombiana ha preso parte al campionato sudamericano 2017.